# Henryk Szeliski
Henryk Szeliski – poseł do Sejmu Krajowego Galicji VI i VII kadencji (1889–1901), właściciel dóbr Kozowa.
Wybrany do Sejmu Krajowego z IV kurii okręgu wyborczego Brzeżany.